# Бирофельдское сельское поселение
Бирофельдское се́льское поселе́ние — муниципальное образование в Биробиджанском районе Еврейской автономной области Российской Федерации.
Административный центр — село Бирофельд.

## История
Статус и границы сельского поселения установлены законом Еврейской автономной области от 26 ноября 2003 года № 227-ОЗ «О статусе и границе Биробиджанского муниципального района» (в редакции по состоянию на 26 мая 2010 года)

## Население
| 2010  | 2011  | 2012  | 2013  | 2014  | 2015  | 2016  |
| ----- | ----- | ----- | ----- | ----- | ----- | ----- |
| 1720  | ↘1714 | ↘1642 | ↗1680 | ↘1653 | ↘1623 | ↘1602 |
| 2017  | 2018  | 2019  | 2020  | 2021  | 2023  |       |
| ↘1590 | ↘1589 | ↘1570 | ↘1533 | ↘1057 | ↘1021 |       |

## Состав сельского поселения
| № | Населённый пункт | Тип населённого пункта       | Население |
| - | ---------------- | ---------------------------- | --------- |
| 1 | Алексеевка       | село                         | ↘270      |
| 2 | Бирофельд        | село, административный центр | ↘1005     |
| 3 | Димитрово        | село                         | ↘16       |
| 4 | Красивое         | село                         | ↘256      |
| 5 | Опытное Поле     | село                         | ↘173      |

### Упразднённые населённые пункты
- Бирушка — упразднённое в 1976 году село.
- Бирофельд — упразднённый в 1998 году населённый пункт (тип: станция).